# Ulmus
Ulmus es un género de plantas perteneciente a la familia Ulmaceae, los árboles son conocidos comúnmente como olmos. Tiene unos 40 taxones aceptados de los más de 300 descritos.
Son árboles caducifolios o semicaducos que se extienden por el hemisferio norte, desde Canadá a México y desde Siberia a Japón. Muchas especies son cultivadas y se han propagado en el hemisferio sur, especialmente en Australia e Indonesia.
Los olmos forman parte de muchos tipos de bosques naturales. Además, durante el siglo XIX y principios del XX, muchas especies y cultivares también se plantaron como árboles ornamentales de calles, jardines y parques en Europa, Norteamérica y partes del Hemisferio Sur, sobre todo en Australasia. Algunos olmos individuales alcanzaron gran tamaño y edad. Sin embargo, en las últimas décadas, la mayoría de los olmos maduros de origen europeo o norteamericano han muerto a causa de la enfermedad holandesa del olmo, provocada por un microhongo dispersado por escarabajos descortezadores. En respuesta, se han desarrollado cultivares resistentes a la enfermedad, capaces de devolver el olmo a la silvicultura y al landscaping.

## Descripción
Tienen hojas alternas, simples y serradas, generalmente asimétricas en la base. Las flores, inconspicuas, hermafroditas sin pétalos y con cáliz persistente. Sus frutos son sámaras. Árbol de raíz primaria o pivotante muy fuerte que actúa como un pilote y que se ha usado desde el siglo XII hasta la actualidad para estabilizar el suelo de las orillas de los canales y pólderes de los Países Bajos.

## Taxonomía
Existen entre 30 y 40 especies de Ulmus (olmo); la ambigüedad en el número se debe a la dificultad para delimitar las especies, debido a la facilidad de hibridación entre ellas y al desarrollo de microespecies locales de propagación vegetativa estéril por semilla en algunas zonas, principalmente en el grupo del olmo de campo Ulmus (Ulmus minor). Oliver Rackham describe Ulmus como el género más crítico de toda la flora británica, y añade que especies y variedades son una distinción en la mente humana más que un grado medido de variación genética. Ocho especies son endémicas de Norteamérica y tres de Europa, pero la mayor diversidad se encuentra en Asia, con aproximadamente dos docenas de especies. Los fósiles más antiguos de Ulmus' son hojas que datan del Paleoceno, encontradas en todo el hemisferio norte. 
La clasificación adoptada en la Lista de especies de olmos se basa en gran medida en la establecida por Brummitt. En los últimos tres siglos se ha acumulado un gran número de sinónimos; sus nombres actualmente aceptados se pueden encontrar en la lista de Sinónimos y nombres aceptados del olmo.
Los botánicos que estudian los olmos y discuten sobre su identificación y clasificación se denominan "pteleólogos", del griego πτελέα (olmo).
Como parte del suborden urticalean rosids, están lejanamente emparentadas con el cannabis, las moras, los higoss, el lúpulo y las ortigas.

## Ecología

### Propagación

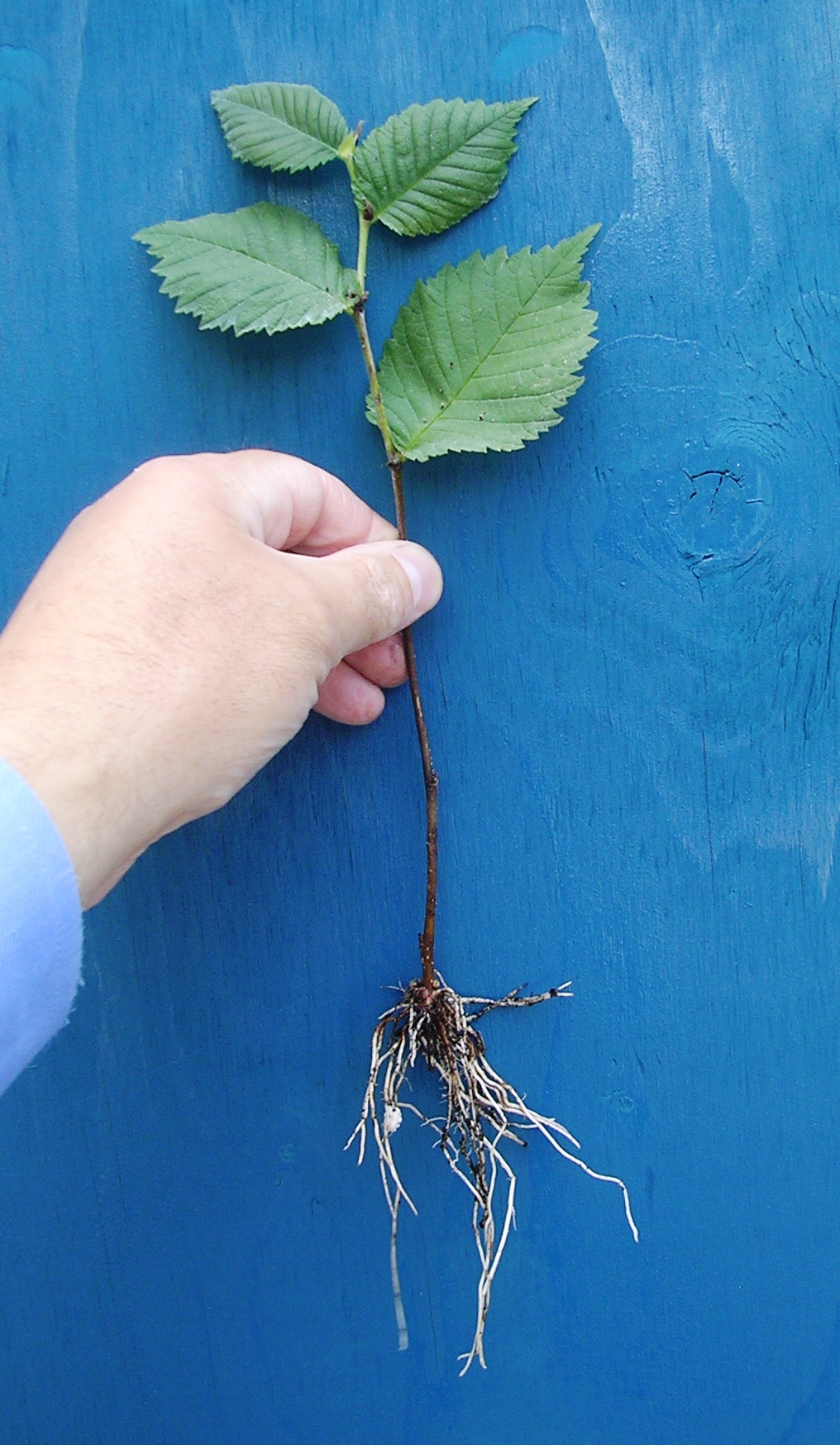
Un esqueje enraizado de olmo blanco europeo (julio)

Los métodos de propagación del olmo varían según el tipo de olmo, su ubicación y las necesidades del cultivador. Las especies autóctonas pueden propagarse por semillas. En su entorno natural, las especies autóctonas, como olmo wych y olmo blanco europeo en el centro y norte de Europa y olmo de campo en el sur de Europa, ponen semillas viables en estaciones "favorables". Las condiciones óptimas se dan tras una primavera cálida tardía. Tras la polinización, las semillas de los olmos de floración primaveral maduran y caen a principios de verano (junio); sólo permanecen viables unos días. Se plantan en tierra arenosa para macetas a una profundidad de 1 cm, y germinan en tres semanas. El olmo americano de germinación lenta permanecerá latente hasta la segunda temporada. Las semillas de los olmos de floración otoñal maduran en otoño y germinan en primavera. Dado que los olmos pueden hibridarse dentro de una misma especie y entre especies, la propagación de semillas conlleva un riesgo de hibridación. En estaciones desfavorables, las semillas de olmo suelen ser estériles. Los olmos fuera de su área de distribución natural, como el olmo inglés U. minor 'Atinia', y los olmos incapaces de polinizarse porque las fuentes de polen son genéticamente idénticas, son estériles y se propagan por reproducción vegetativa. La reproducción vegetativa también se utiliza para producir olmos genéticamente idénticos (clones). Los métodos incluyen el trasplante invernal de chupones de raíz; la toma de esquejes de madera dura de brotes vigorosos de un año a finales del invierno, tomando esquejes de raíz a principios de primavera; tomando esquejes de madera blanda a principios de verano; injerto; acodo terrestre y aéreo; y micropropagación. Se mantiene un calor de fondo de 18 °C y condiciones húmedas para los esquejes de madera dura y blanda. El trasplante de vástagos de raíz sigue siendo el método de propagación más fácil y común para el olmo de campo europeo y sus híbridos. En el caso de los olmos urbanos ejemplares, se puede utilizar el injerto en portainjertos de wych-elm para eliminar los chupones o para garantizar un crecimiento más fuerte de las raíces. Normalmente se injertan los cultivares de olmo mutante, los olmos "llorones" 'Camperdown' y 'Horizontalis' a 2-3 m (7-10 pies), los cultivares enanos 'Nana' y 'Jacqueline Hillier' a ras de suelo. Dado que el olmo siberiano es tolerante a la sequía, en los países secos, las nuevas variedades de olmo se injertan a menudo en esta especie.

## Género en peligro
El género ha sido víctima de una epidemia llamada "grafiosis", muy activa en los últimos 100 años. Está causada por un hongo (Ophiostoma ulmi y Ophiostoma novo-ulmi) que ataca a la mayoría de las especies que como resultado están hoy día en peligro de extinción (se consideraba uno de los árboles más frecuentes del mundo antes de la epidemia). Los escarabajos (Hylurgopinus rufipes, americano y el europeo Scolytus multistriatus) son portadores del hongo y propagan la enfermedad, principalmente en el este europeo. Se cree que la población del olmo común ha decrecido entre un 80 y un 90 %.

## Usos

### Madera

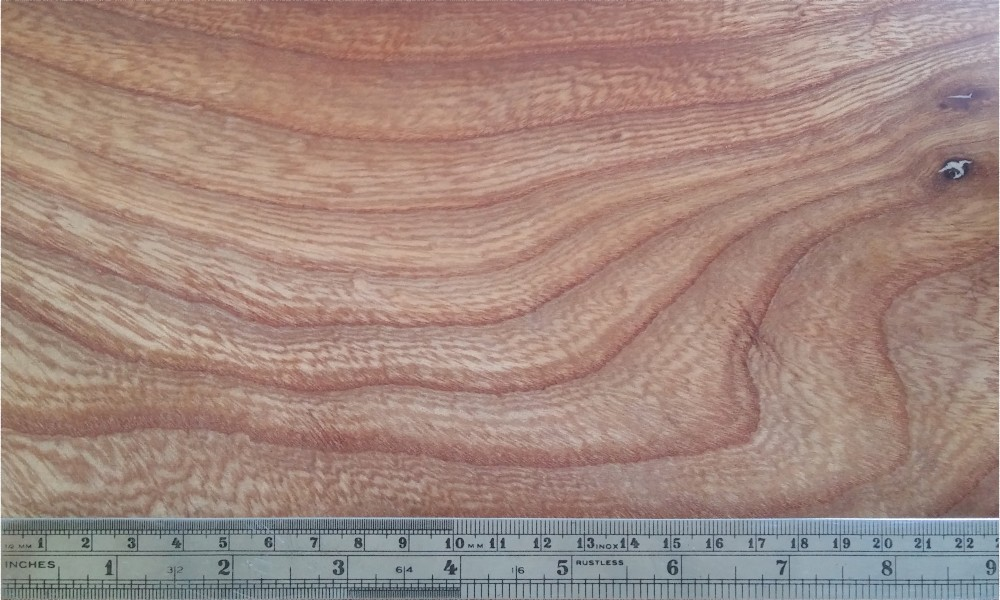
Madera de olmo

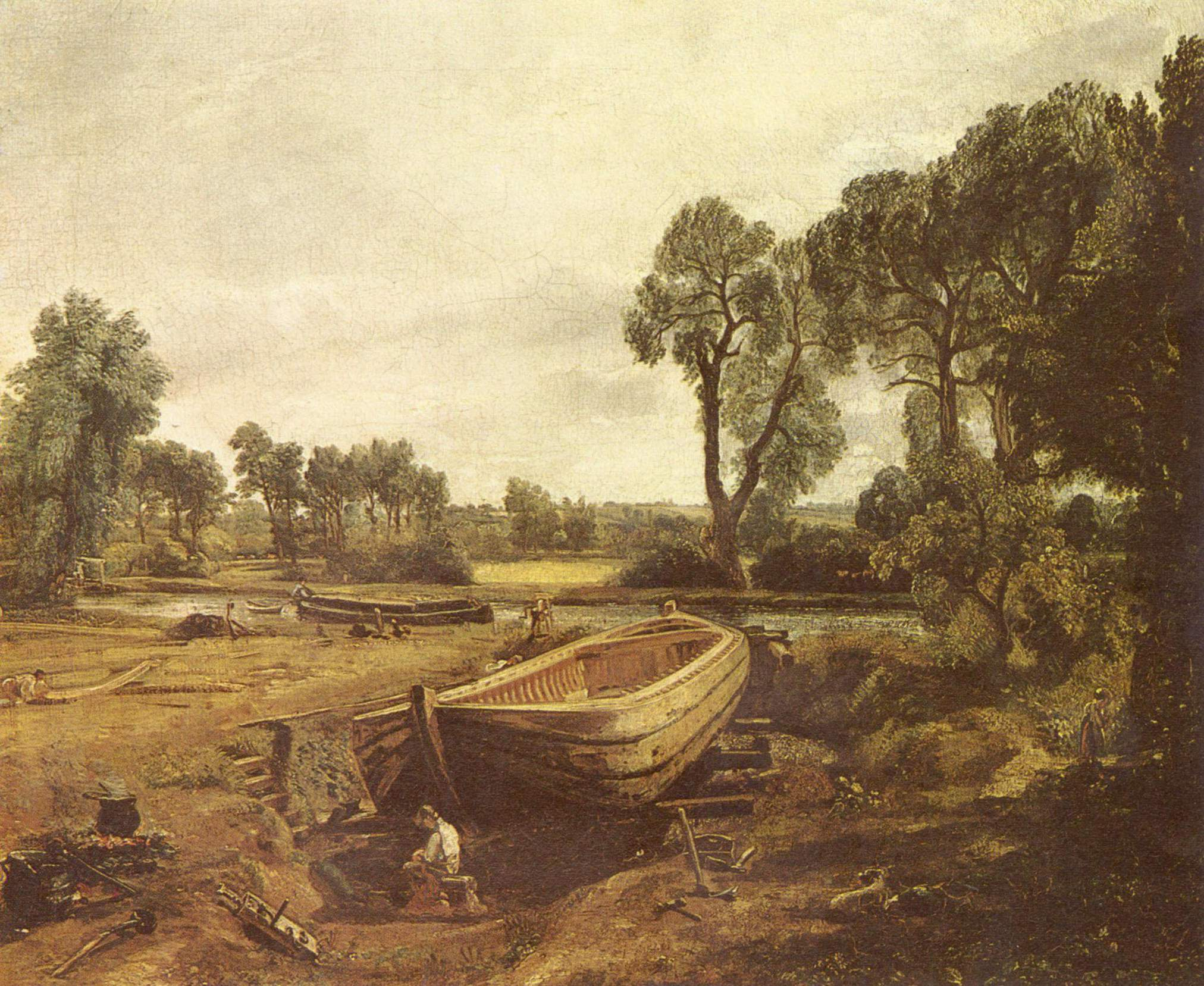
Olmo en la construcción de barcos: John Constable, Construcción de barcos cerca de Flatford Mill, 1815 (paisaje con olmos híbridos Ulmus × hollandica)

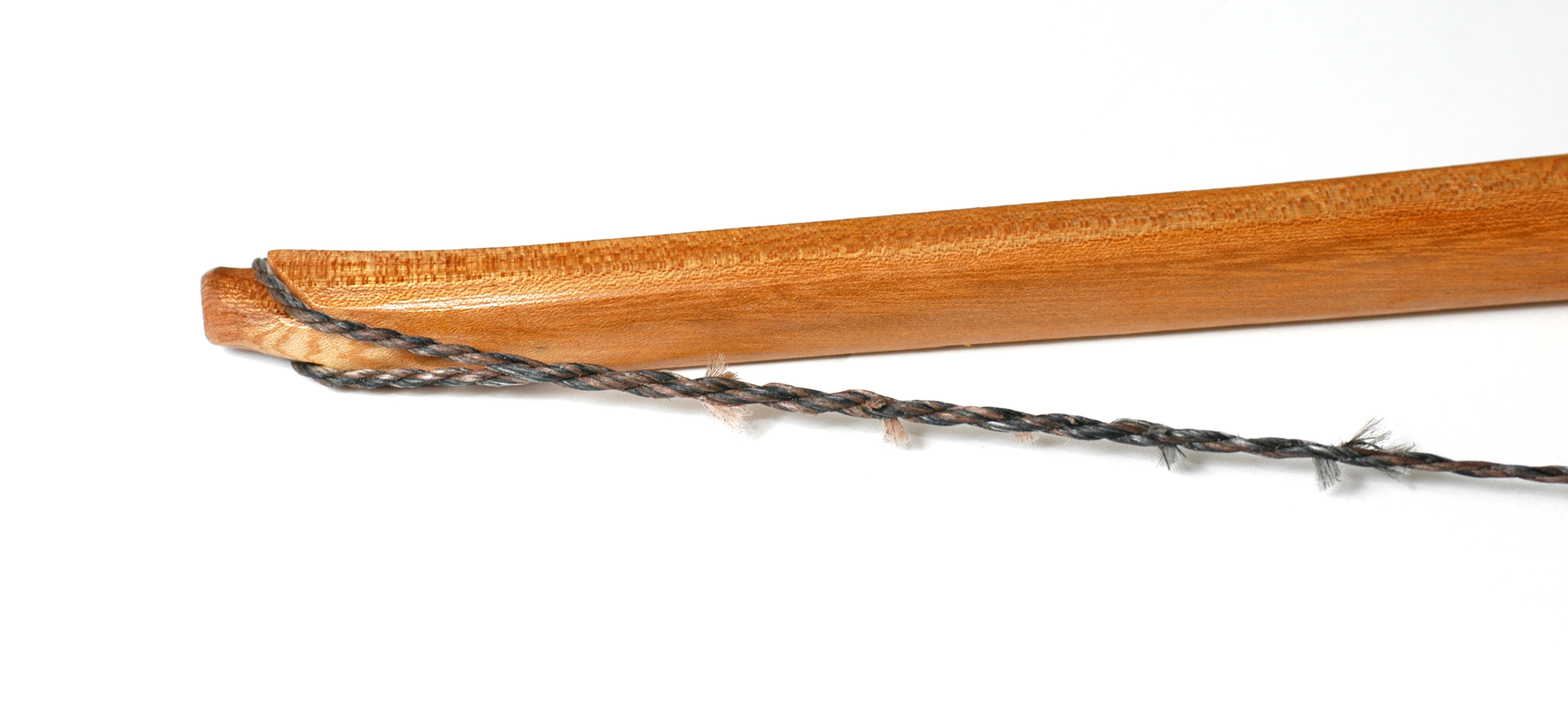
Arco largo inglés de olmo

La densidad de la madera de olmo varía según la especie, pero ronda los 560 kg/m3. Es apreciada por sus vetas entrelazadas y su consiguiente resistencia a la rotura, se dobla bien y se deforma con facilidad. 
Sus usos son diversos, por ejemplo, se utiliza en ejes de ruedas de carreta, asientos de sillas y ataúdes. Los cuerpos de los tambores japoneses Taiko se cortan a menudo de la madera de olmos viejos, ya que la resistencia de la madera permite clavar las pieles en ellos.
Las primeras referencias escritas al olmo aparecen en las listas de equipo militar de Cnosos, en el periodo micénico. Varios de los carros son de olmo (" πτε-ρε-ϝα ", pte-re-wa), y las listas mencionan en dos ocasiones ruedas de madera de olmo. Hesíodo afirma que los arados de la antigua Grecia también se fabricaban en parte con olmo.
Los troncos, a menudo largos y rectos, eran muy apreciados como fuente de madera para las quillas de los barcos. Esta especie también es apreciada por los arqueros: de los arcos antiguos encontrados en Europa, una gran parte son de olmo. En la Edad Media, el olmo también se utilizaba para fabricar arcos largos cuando no se disponía de tejo
La madera de olmo también es resistente a la putrefacción cuando está permanentemente húmeda, y los troncos huecos se utilizaban mucho como conductos de agua durante la época medieval en Europa. El olmo también se usó para construir los pilares del primer puente de Londres, pero su resistencia a la descomposición en el agua no se extiende al contacto con el suelo.

### En viticultura
Los romanos, y más recientemente los italianos, plantaron olmos en los viñedos como soportes para las vides. El rápido crecimiento de los olmos, sus ramas laterales ramificadas, su sombra ligera y su capacidad de chupar las raíces los convertían en árboles ideales para este fin. Las ramas cortadas se utilizaban como forraje y leña. Ovidio, en su obra Amores, caracteriza al olmo como "amante de la vid": ulmus amat vitem, vitis non deserit ulmum (el olmo ama a la vid, la vid no abandona al olmo) y los antiguos hablaban del "matrimonio" entre el olmo y la vid

### Medicamentos
La corteza interna mucilaginosa del olmo resbaladizo (Ulmus rubra) se ha utilizado durante mucho tiempo como demulcente, y aún se produce comercialmente con este fin en EE. UU., con la aprobación de la Food and Drug Administration (FDA, Administración de Alimentos y Medicamentos) para su venta como suplemento nutricional.
La corteza se utiliza para hacer tinturas para el tratamiento de infecciones severas causadas por bacterias del género Clostridium, muchas veces resistentes a los antibióticos. [cita requerida]

### En alimentación animal
Los olmos también tienen una larga historia de cultivo para forraje, con las ramas frondosas cortadas para alimentar al ganado. Esta práctica continúa hoy en día en el Himalaya, donde contribuye a una grave deforestación.

### Biomasa
A medida que disminuyen los recursos de combustibles fósiles, se presta cada vez más atención a los árboles como fuentes de energía. En Italia, el Istituto per la Protezione delle Piante (2012) está comercializando cultivares de olmo de crecimiento muy rápido, capaces de aumentar su altura más de 2 m al año.

### Alimentación humana
La corteza del olmo, cortada en tiras y hervida, sustentó a gran parte de la población rural de Noruega durante la gran hambruna de 1812. Las semillas son especialmente nutritivas, ya que contienen un 45 % de proteína bruta y menos de un 7 % de fibra en peso seco.

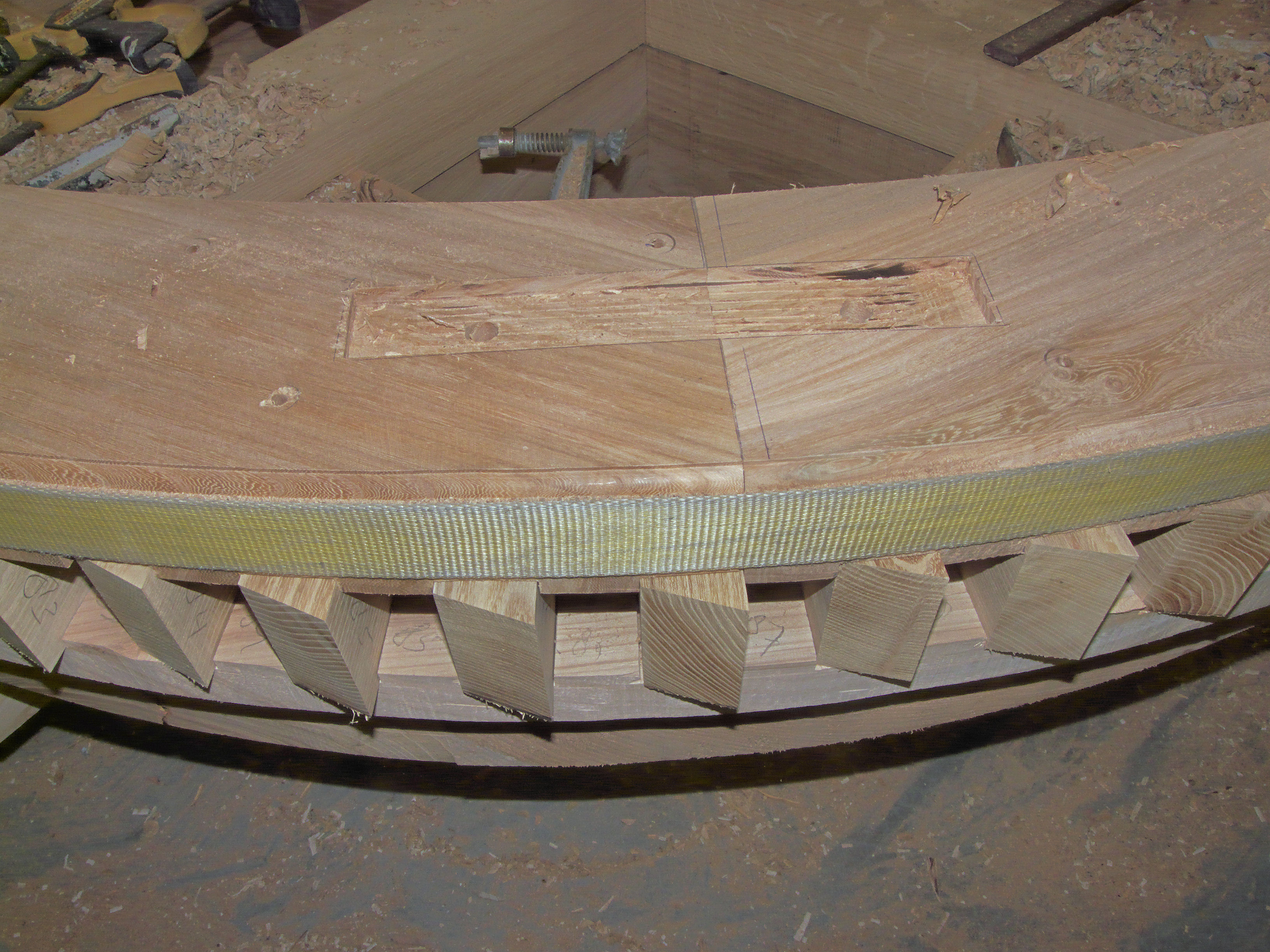
Rueda interna de molino, de olmo, Molino De Hoop, Oldebroek, Países Bajos

### Medicina alternativa
El olmo figura entre las 38 sustancias que se utilizan para preparar las flores de Bach, un tipo de medicina alternativa.

### Bonsáis

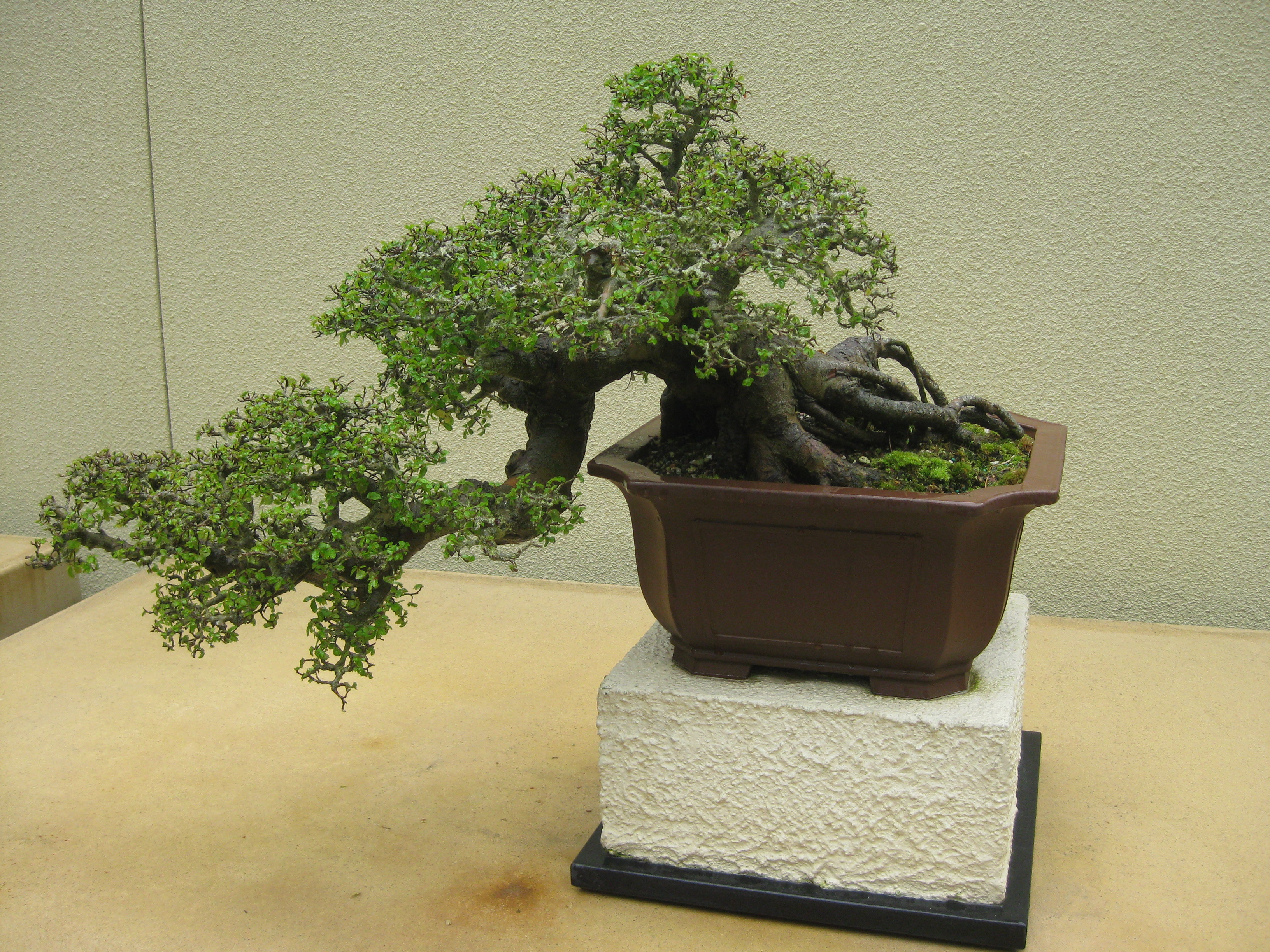
Bonsái de olmo chino Ulmus parvifolia.

El olmo chino (Ulmus parvifolia) es una especie popular para bonsái debido a su tolerancia a la poda severa.

## Taxones aceptados

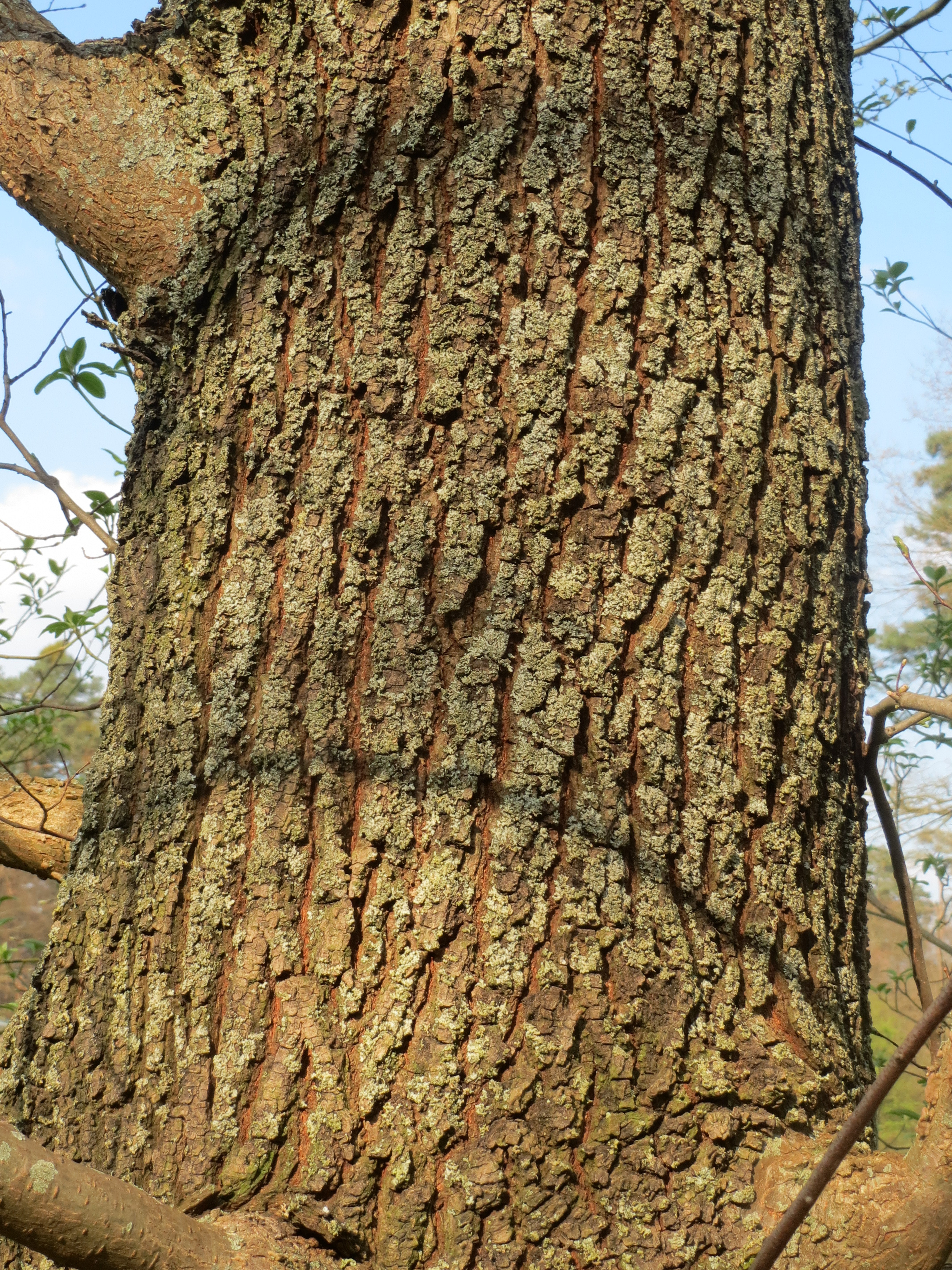
Ejemplo de corteza en Ulmus minor.

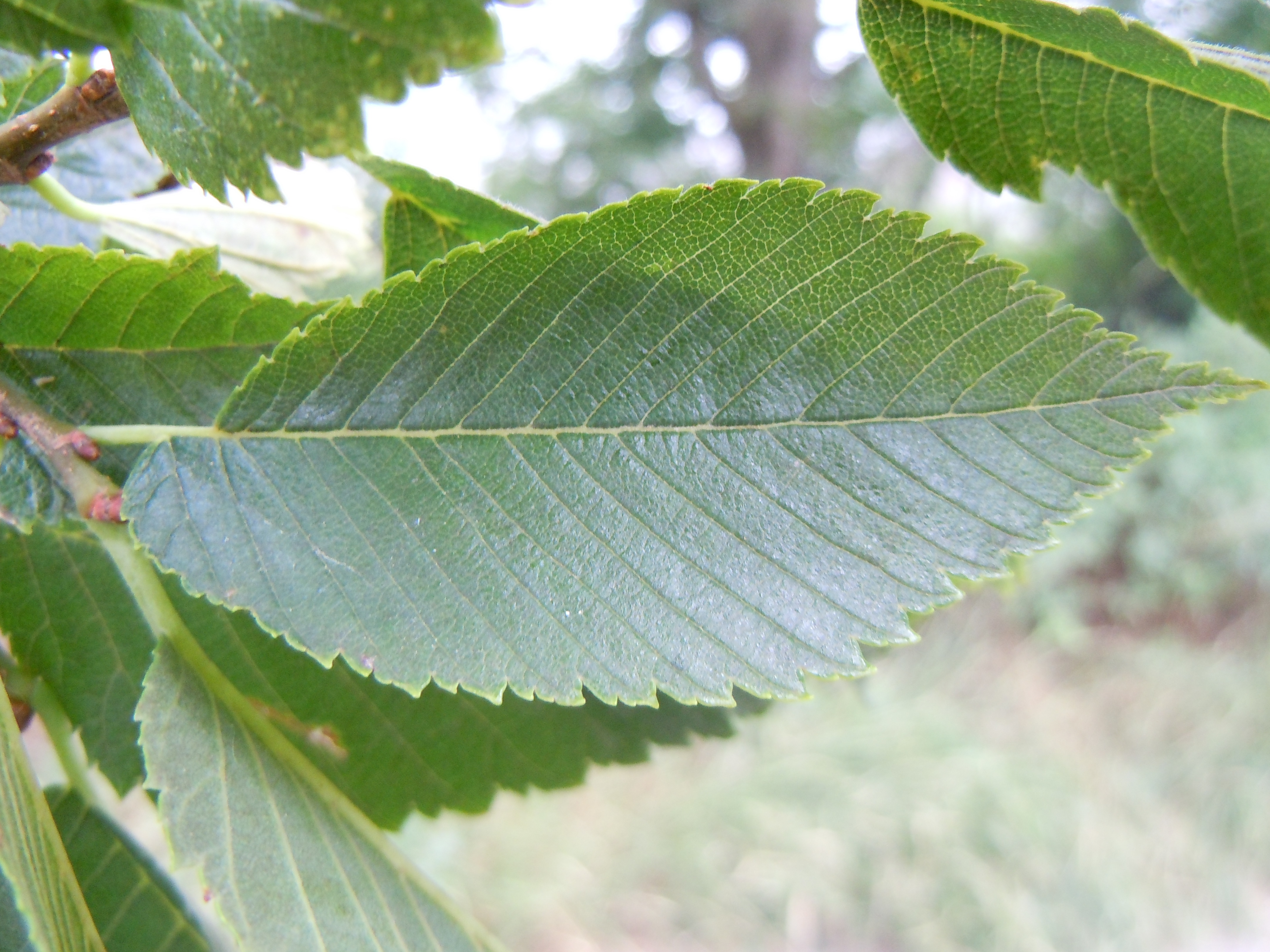
Ejemplo de hoja de base asimétrica en Ulmus americana.

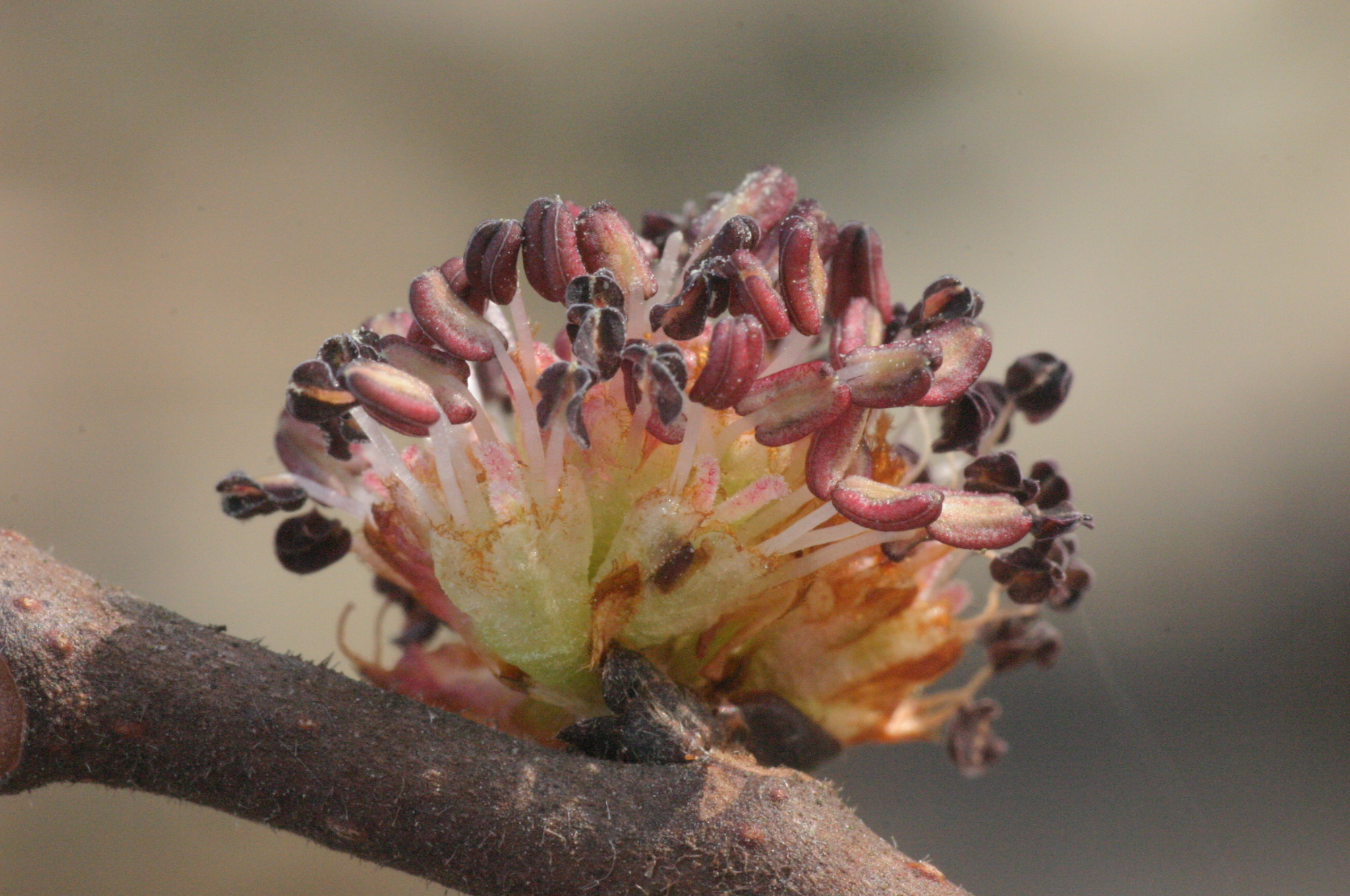
Ejemplo de inflorescencia en Ulmus glabra.

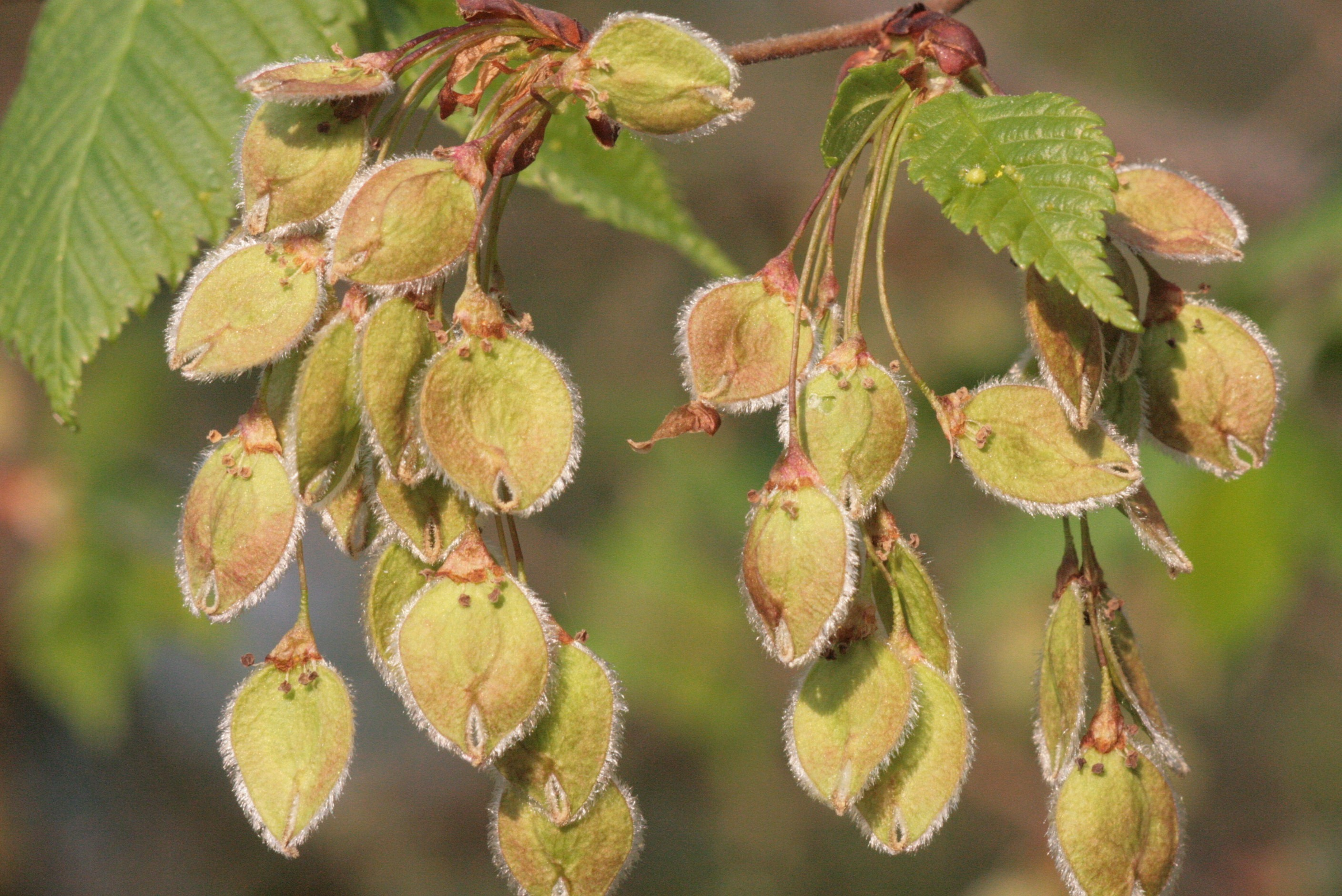
Ejemplo de infrutescencia en Ulmus laevis.

- "Olmos de montaña": floración en primavera; flores subsésiles; hojas usualmente rugosas por el haz.
  - Ulmus bergmanniana
    - Ulmus bergmanniana var. lasiophylla

  - Ulmus castaneifolia
  - Ulmus changii
    - Ulmus changii var. kunmingensis

  - Ulmus elongata
  - Ulmus gaussenii
  - Ulmus glabra - Olmo de montaña, Olmo montano
  - Ulmus glaucescens
  - Ulmus laciniata
  - Ulmus lamellosa
  - Ulmus macrocarpa
    - Ulmus macrocarpa var. macrocarpa

  - Ulmus mexicana
  - Ulmus microcarpa
  - Ulmus prunifolia
  - Ulmus rubra
  - Ulmus uyematsui
- "Olmos campestres": floración en primavera; flores subsésiles; hojas usualmente suaves en el haz.
  - Ulmus canescens
  - Ulmus chenmoui
  - Ulmus davidiana
    - Ulmus davidiana var. davidiana
    - Ulmus davidiana var. japonica

  - Ulmus harbinensis
  - Ulmus ismaelis
  - Ulmus lanceifolia
  - Ulmus minor - Olmo común, Negrillo; el cultivar Resista es inmune a la grafiosis[12]
    - Ulmus minor var. plotii

  - Ulmus procera
  - Ulmus pseudopropinqua
  - Ulmus pumila
  - Ulmus szechuanica
- "Olmos blancos": floración en primavera; flores pedunculadas.
  - Ulmus alata
  - Ulmus americana - Olmo americano, olmo blanco
  - Ulmus laevis - Olmo temblón; resistente a la grafiosis[24]
- "Olmos de florecimiento otoñal": floración otoñal.
  - Ulmus parvifolia
  - Ulmus serotina
- híbridos:
  - Ulmus × hollandica (U. glabra × U. minor) - Olmo de Holanda
- Otros:
  - Ulmus crassifolia
  - Ulmus elliptica
  - Ulmus mianzhuensis
  - Ulmus thomasii